# Kesten
Kesten ist eine Ortsgemeinde im Landkreis Bernkastel-Wittlich in Rheinland-Pfalz. Sie gehört der Verbandsgemeinde Bernkastel-Kues an.

## Geographie

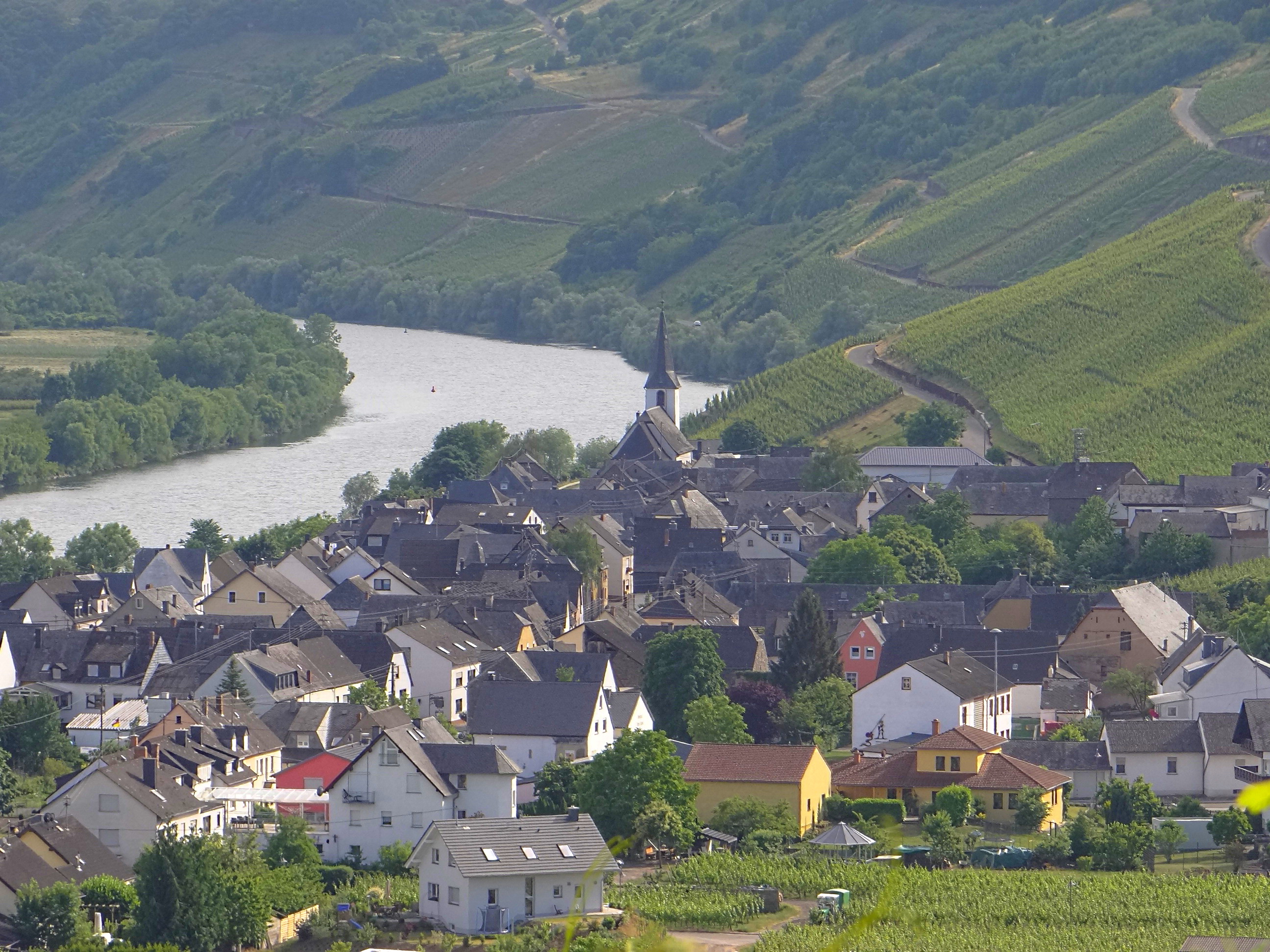
Kesten

### Geographische Lage
Kesten liegt umgeben von Weinbergen in der Natur- und Kulturlandschaft des Moseltals der Region Trier und befindet sich in einer kleinen Talweitung am linken Ufer des Flusses. Nächstgelegene Mittelzentren sind Bernkastel-Kues und Wittlich. Die Universitätsstadt Trier liegt rund 28 Kilometer Luftlinie entfernt. Zur Gemeinde gehört auch der Wohnplatz Dreismühle.

### Klima
Kesten liegt in der Übergangszone vom gemäßigten Seeklima zum Kontinentalklima; es herrscht ein in Relation zu anderen Regionen Deutschlands sehr mildes Klima – im benachbarten Brauneberg wurde am 11. August 1998 die höchste jemals in der Bundesrepublik gemessene Lufttemperatur festgestellt (41,2 °C im Schatten).
Durch die Eifelbarriere liegt Kesten im Schutz und Regenschatten von Westwinden, die außerdem einen Föhneffekt bewirken können. Gleichzeitig wird eine Lufterwärmung durch geringen Luftaustausch mit dem Umland begünstigt. Damit verbunden ist aufgrund der ständigen Verdunstung des Moselwassers eine regelmäßig hohe Luftfeuchtigkeit, die im Sommer für teilweise belastendes, schwüles Wetter sorgt und zahlreiche Gewitter mit sich bringt.

## Geschichte

### Ursprünge in der Römerzeit

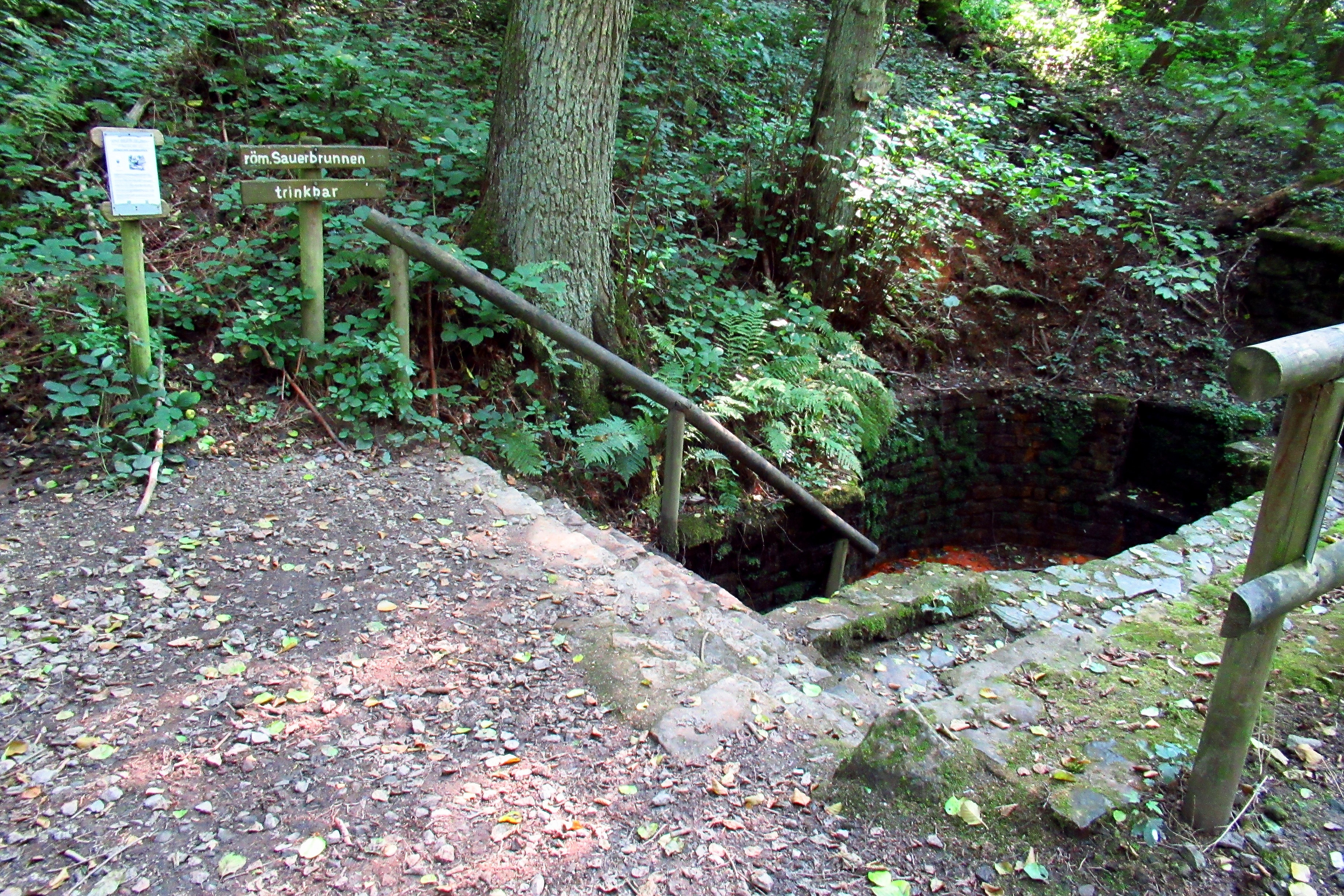
Der Kestener Sauerbrunnen am Waldrand im von höheren, schwer zugänglichen Bergen umgebenen und geschützten Talkessel des Dreisbachs. Beim Bau dieser Quellfassung kamen römische Ziegel zutage. Der keltische Ursprung des Gewässernamens deutet auf eine noch ältere, keltische Besiedlung hin.

Die ältesten Siedlungsspuren, die bisher in Kesten gefunden wurden, stammen aus der Römerzeit. Die heutige Gemeinde liegt in einem Gebiet, das damals von der keltischen Volksgruppe der Treverer besiedelt war und von den Römern als Gallien bezeichnet wurde. Ab etwa 50 v. Chr. wurden die Kelten an der Mosel von Julius Cäsar unterworfen. In der Folgezeit wurde das Gebiet romanisiert und in die römische Provinz Belgica I (Belgica Prima) eingegliedert.
Es gibt in Kesten allerdings nur wenige archäologische Spuren aus dem Altertum und keinerlei schriftliche Überlieferungen. Im Jahre 1911 wurde im Dorf ein erster materieller Hinweis auf die Römer gefunden. Beim Tieferlegen seines Kellers fand der Bäcker Joh. Görres den unteren Teil einer mit Reliefdarstellungen geschmückten Säule.
Außerhalb des Dorfes, ca. 1 km Luftlinie westsüdwestlich der Kirche, im Tal des Dreisbach, wo sich heute eine Freizeitanlage befindet wurden 1959 beim Ausschachten des dortigen Sauerbrunnens römische Ziegel gefunden. Daraus ergab sich, dass der Sauerbrunnen schon zu römischer Zeit eine Quellfassung hatte und somit wahrscheinlich auch eine römische Ansiedlung an dieser Stelle existierte.
Die nähere Umgebung dieses Orts, der gerne als der römische Ursprung von Kesten angesehen wird, war auf jeden Fall relativ dicht besiedelt. So befinden sich in einem Umkreis von nur 1 bis 2 km Luftlinie um den Sauerbrunnen herum weitere gut nachgewiesene römische Siedlungen, wie die befestigte Höhensiedlung der Burglay (4. und 5. Jh. n. Chr.) mit Körpergräbern in der Nähe, sowie eine kleine Villenanlage mit Bad (2. bis 4. Jh. n. Chr.) in der Gemarkung Minheim, eine mehrphasige Siedlung (ab dem 2. Jh. n. Chr.) mit mehreren Gebäuden und einer Großkelteranlage (4. und 5. Jh. n. Chr.) im Ort Piesport, Spuren von zwei Villenanlagen in der Gemarkung Osann-Monzel und eine Siedlung am gegenüberliegenden Moselufer im Ort Wintrich. Es ist auch bekannt, dass die Mosel eine lebhaft benutzte Verkehrsstraße gewesen ist, und die Moselschifffahrt in den Interessen der Bevölkerung des Moseltals einen breiten Raum angenommen hat.

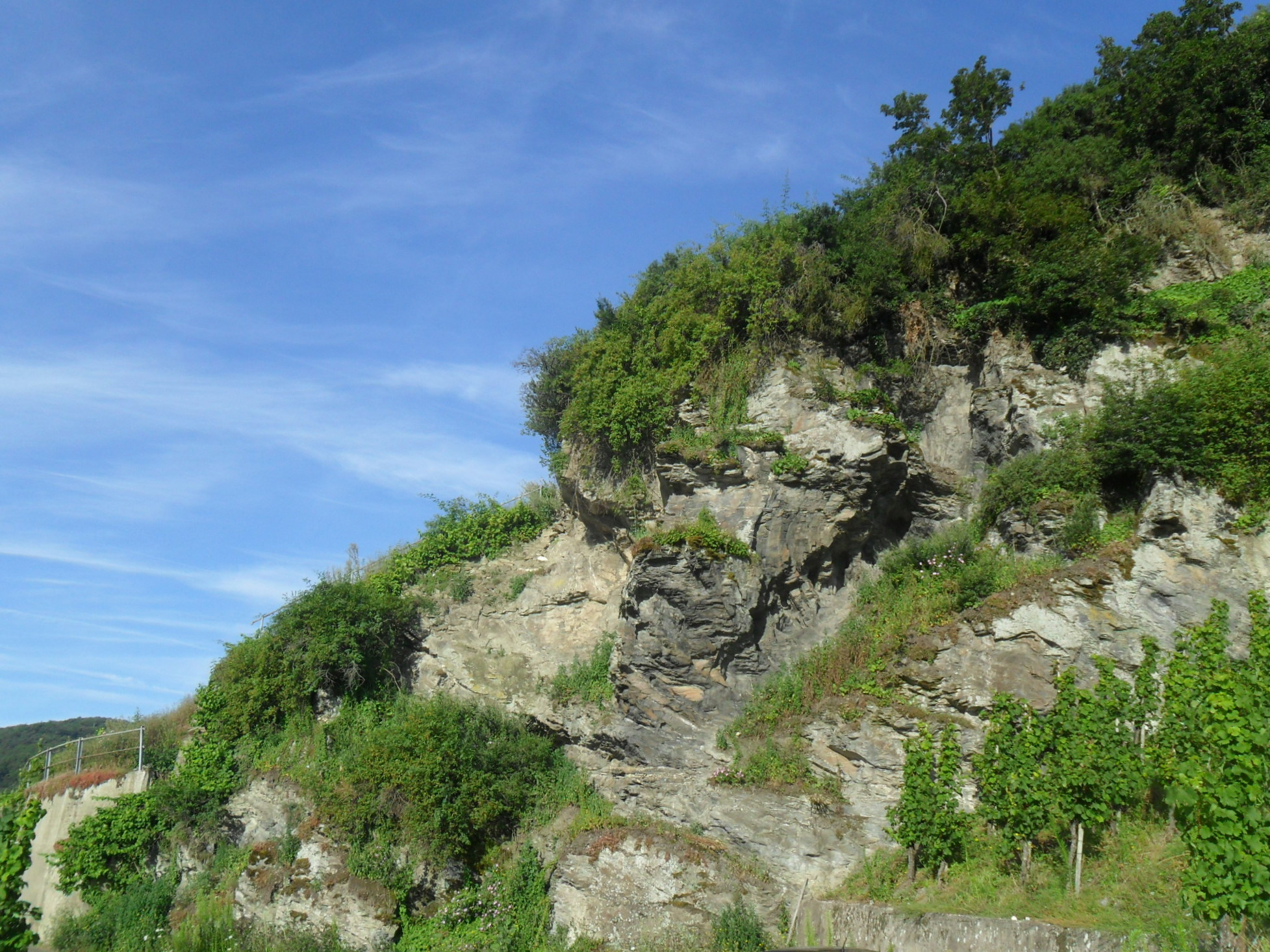
Das Kestener Heidenloch ist ein offener Schieferfelsen mit einem Abri, ca. 110 Höhenmeter über der Mosel gelegen, am Berghang oberhalb der Kirche. An diesem Ort sollen die ersten Christen der Gegend Messe gehalten haben. Zwei in die Felswand gehauene Sitzbänke (hier von Vegetation verdeckt) bieten Platz für wenige Personen in der Halbhöhle, die in der Vergangenheit Weinbergsarbeitern bei Regen als Unterschlupf diente.

Die Christianisierung dieser Gegend an der Mosel ist spätestens ab Mitte des 5. bis Mitte des 6. Jahrhunderts nachweisbar. Vermutlich in dieser Epoche wurde, so erzählt es jedenfalls eine tradierte Kestener Sage, den heidnischen Bewohnern am sogenannten Heidenloch, einer Felsformation in den Weinbergen oberhalb der heutigen Kirche mit einem auffälligen Felsüberhang, das Evangelium verkündet.

### Kirche und Weinbau im Mittelalter
Aus dem nachfolgenden Mittelalter ist bekannt, dass Kesten eine Ortschaft mit einer Kirche war und dort ein lukrativer Weinbau betrieben wurde. Der Ort findet ab dem 11. Jahrhundert Erwähnung in Urkunden die die Nutzung des Grundeigentums vor allem durch und für den Klerus des Erzbistum Trier und für den regionalen Adel regeln. Aus einer anfänglichen Phase von teils gewaltsamen Grundstreitigkeiten im Bistum entwickelten sich für die kirchlichen Organisationen etwa ab dem 10. Jahrhundert beständige Herrschafts- und Eigentumsverhältnisse die bis zum Ende des 18. Jahrhunderts erhalten blieben.
Der Ortsname von Kesten lautete in den älteren Urkunden aus dem 11. und 12. Jahrhundert Kestinde (1098) oder Chestene (1125) und vielleicht auch Casteneith (1067). Mit einigen im Mittelalter gefälschten Urkunden wurde suggeriert, dass der Ort bereits im 9. Jahrhundert Castanidum, und im 10. Jahrhundert Castandum villam oder Casteneith geheißen habe. So wurde gemutmaßt, dass der Ursprung des Namens wahrscheinlich im frühen Mittelalter läge. Nach Johann Leonardy, einem Privatgelehrten des 19. Jahrhunderts aus Trier, erinnert der Name Casteneith sofort an das lateinische Wort castanêtum, das Kastanienwald oder -wäldchen, bzw. ein Ort mit Kastanienbäumen bedeutet. Unter der Annahme, dass wie er sagt, „wo der Wein gedeiht da auch die Kastanie“, und mit dem Wissen, dass unter Karl dem Großen im 8. und 9. Jahrhundert. viel für die Obstbaumzucht getan wurde, schloss er, dass der Ortsname wahrscheinlich in fränkischer Zeit vergeben wurde. Wenn auch nicht ganz auszuschließen sei, dass der Name schon von den Römern stammt, die dort einige nicht endemische Baumarten eingeführt haben, deren Bezeichnung auch aus der lateinischen Sprache übernommen wurde.
| Verschiedene Schreibweisen des Kestener Ortsnamens aus dem Mittelalter | Verschiedene Schreibweisen des Kestener Ortsnamens aus dem Mittelalter |
| ---------------------------------------------------------------------- | --- |
| Casteneith                                                             | 1067 „Ruotholfi de Casteneith“ |
| Kestinde Kestinte(n) Kesthintin                                        | 1098 „in Kestinde“, 1270 „apud Kestinde et Vilcingen“, 1294 „in Kestinde“, |
| Kestinde Kestinte(n) Kesthintin                                        | 1296 „apud Kestinten super Mosellam“, 1331 „ville de Kestinte“ |
| Kestinde Kestinte(n) Kesthintin                                        | 1238 „patroni ecclesie in Kesthintin“, |
| Chestene Chestente Cestente                                            | 1125 „Bouo siquidem de chestene“ |
| Chestene Chestente Cestente                                            | 1154 „Vineas in Chestente“ |
| Chestene Chestente Cestente                                            | 1247 „de Cestente“, |
| Kestene Kesten                                                         | 1152 „et Kestene.“, 1157 „uineis quas habent Kestene“, ca. 1225 „cymitherio ecclesie de Kestene“, 1230 „in villa Kestene“, |
| Kestene Kesten                                                         | 1157 „Kesten“, 1217 „in ripa Moselle apud Kesten“, 1315 „Kesten“ (deutschsprachige Urkunde) |
| Kestende Kestent(h)e Kestenten                                         | 1177 „Vineas quas habetis in ... Kestende“, 1184 „Kestende“, 1219 Kestende, 1230 „apud villam Kestende“, 1236/37 „in villis Kestende“, 1268 „apud Kestende prope Monzelle“ |
| Kestende Kestent(h)e Kestenten                                         | 1190 „Kestente“, 1195 „Kestente“, 1198–1200 „apud kestente“, 1211–1212 „kestente“ oder „Kestenee“, 1238 „in villa Kestente“, 1239 „apud Kestente“, 1244 „de Kestente“, 1252 „in Kestente“, 1254 „in Kestente“, 1353 „ville Montzeyl prope Kestente“, 1393 „Kestente“, (o. D. „in Kestenden sitis“) |
| Kestende Kestent(h)e Kestenten                                         | 1241 „Kestenthe“ |
| Kestende Kestent(h)e Kestenten                                         | 1182 „predium in Kestenten“ |

Die ältesten urkundlichen Erwähnungen von Kesten finden sich ab dem 11. Jahrhundert. In einer Urkunde von 1067, mit der Herzog Gerard von Lothringen der Abtei Echternach eine Stiftung vermachte, zeichnete in der Zeugenliste ein gewisser Ruotholfi de Casteneith. Wenn es auch sonst keine weitere Information zu seiner Person oder seinem Bezug zum Ort gibt, wurde angenommen, dass es sich dabei um einen Rudolf mit einem Familiennamen von Kesten handelt.
Kesten gehörte zum Erzbistum Trier und unterstand der Gerichtsbarkeit eines vom Erzbischof ernannten Mitgliedes des hohen Adels, eines Obervogtes. Die Obervogtei war in 27 Ämter eingeteilt, an deren Spitze der Amtmann oder Vogt stand. Kesten lag im Amt Wittlich und gehörte zusammen mit Ürzig, Wehlen, Lieser, Maring, Noviand, Siebenborn, Filzen, Minheim, Niederemmel, Müstert, Reinsport und Piesport zu einer Gruppe von 13 Moselorten. 1197 übernahm der Erzbischof die weltliche Gewalt und damit auch die Rechtspflege. Und 1279 kaufte der Erzbischof Heinrich die Vogtei Wittlich für 1.400 Pfund Metzer Pfennige. Danach blieb die Vogtei, und damit Kesten für die folgenden fast 500 Jahre, in vollständiger Abhängigkeit der Trierer Erzbischöfe.

#### Die Grundherren von Kesten

##### Simeonstift (ab. 11. Jh.)
Die erste sichere urkundliche Erwähnung von Kesten als Ort stammt aus dem Jahr 1098. Kaiser Heinrich IV. bestätigt darin auf Bitte des Erzbischofs Egilbert von Trier dem Trierer Simeonstift seine Besitzungen in verschiedenen Orten. Unter anderen werden in Reihenfolge moselaufwärts genannt „..., in Lisera, in Kestinde, in Wintriche, in Minnenheim, in Munstre, in Embelde, in Pizport, ...“, also die Nachbargemeinden Lieser, Kesten, Wintrich, Minheim, Müstert, Niederemmel und Piesport.
Der Besitz von Weinbergen und Hofhaus des Simeonstifts in Kesten und Steuerfreiheiten wurden danach gelegentlich wieder bestätigt, so 1154 durch Papst Adrian IV., 1195 durch Kaiser Heinrich VI. und 1212 durch Erzbischof Johann von Trier.

##### 11. Jh. – Paulinstift

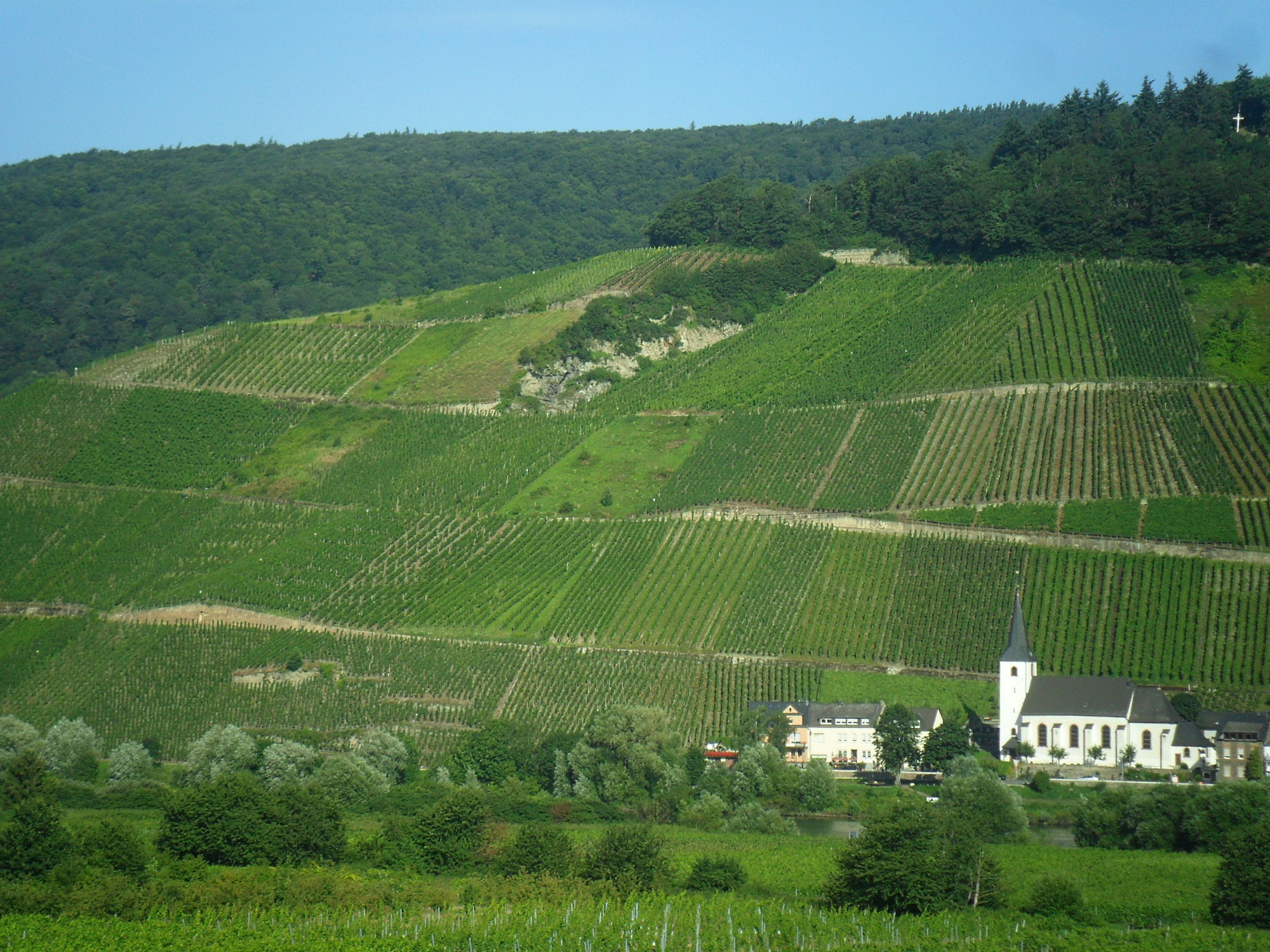
Die Weinanbau-Lage Kestener Paulinsberg:
Der horizontale Streifen am Steilhang zwischen der Kirche und dem Heidenloch (Felsen, Mitte oben) trägt seine Bezeichnung in Erinnerung an das ehemalige Trierer Paulinstift, das in Kesten mindestens 700 Jahre lang ein Weingut bewirtschaftete.
Das Bild zeigt schätzungsweise 1/3 der heutigen ca. 40 ha großen Steillage, die sich noch nach rechts und links fortsetzt.
Im gezeigten Bereich hießen die Einzellagen vor der Reform in den 1970er Jahren „Am Heiligenpfad, Im Kleingilgert auf'm Heiligenpfädchen, Auf'm Heiligenpfädchen, Auf'm neuen Weg beim Heidenloch, Im Kleingilgert, Im Kleingilgertsank, Auf'm Heiligenhäuschen.“ Die wichtigsten Weinberge des Paulinstifts lagen nördlich des Orts (rechts außerhalb des Bilds) an den Hängen des Braunebergs.

Unter den ältesten und bedeutendsten Grundeigentümern in Kesten war das Stift St. Paulin vor Trier das dort bis in die Gegenwart Namensgeber eines Hofguts und einer Weinlage ist. Dieses Stift war nach dem Trierer Domstift das älteste des Erzbistums. Seit der Einrichtung einer mensa capituli um 819 könnte es eigenes Grundeigentum gehabt haben.
Vorher war das Stift als Ganzes und in Teilen Eigentum des Bischofs gewesen.  Letztlich kann aber nur darüber spekuliert werden, ab wann das Stift zum ersten Mal über Grundeigentum in Kesten verfügte. Mit einer gefälschten Urkunde, wahrscheinlich um 1207 unter Verwendung echter und dann vernichteter Vorlagen hergestellt, wurde behauptet dass der Erzbischof Egbert im Jahre 981 dem Stift unter anderem „in Castheneith quoque picturas quatuor“, also auch 4 Pichter in einer Ortschaft die als Kesten identifiziert wird restituiert haben soll. Das Original der Fälschung, wenn überhaupt je vorhanden, war schon 1542 verschollen und über den wahren Inhalt dieser Urkunde können nur Vermutungen angestellt werden. Im Grunde genommen ging es aber um die nachträgliche Legalisierung verschiedener mehr oder weniger gewaltsamer Transaktionen unter Erzbischof Poppo (1016 – † 1047) und Probst Adalberto (vor 993 – nach 1037) von denen auch Grundstücke in Kesten betroffen waren.
Später verzeichnete das Stift in Kesten ein recht bedeutendes Hofgut mit eigenem Hofgeding, also mit einer grundherrschaftlichen Gerichtsbarkeit. Die Inhaber von ausgeliehenem Weinbergsbesitz in Kesten und den Nachbargemeinden Wintrich, Monzel und Osann waren verpflichtet zu diesem Hofgeding zu erscheinen. Ansonsten ist aus der Anfangszeit nichts überliefert und ab dem 15. Jahrhundert wurde das Paulinstift von dem Simeonstift an Ansehen und Bedeutung überflügelt.

##### 12. Jh. – Abtei Himmerod
1152 wurde erstmals ein Weingut des Klosters Himmerod in Kesten erwähnt. Papst Eugen III. bestätigte mit einer Urkunde vom 27. Mai 1152 der 1134 gegründeten Abtei unter anderem das Eigentum an Weinbergen in Kesten und benachbarten Orten: „... vineas quas habetis in territorio curtis Witeliche, Nouient, Maranch, et Kestene.“ (Weinberge die ihr in Noviand, Maring und Kesten im Gerichtsbezirk Wittlich besitzt.). Und legte fest dass aus den Erträgen der Kestener Weinberge dem Pfarrer jährlich 12 Pfennige zu zahlen seien: “De vineis quas habetis Kestene clericó duodecim numos.” Die Himmeroder Besitzungen und Rechte wurden später gelegentlich wieder bestätigt, so 1157 durch Erzbischof Hillin, 1177 durch Papst Alexander III., 1184 durch Papst Lucius III. und 1219 durch Papst Honorius III.
Im Laufe der Zeit erwarb das Kloster Himmerod weitere Weinberge und Häuser in Kesten. Als Schenkungen um 1198–1200 ein Haus und Weinberge von Peter von Veldenz und seiner Frau Ida, um 1230 zwei Weinberge vom Priester Ludwig von Neumagen, um 1235 35 Weinbergstücke (d. h. ein Weinberg mit etwa 105 – 140 Rebzeilen.) von Friedrich von der Brücke und seinen Brüdern aus Trier, und 1239 ein Allod des Trierer Erzbischofs Theoderich das dieser für 100 Mark von Bonifatius einem Bürger aus Trier erworben hatte.
Als Zukäufe um 1236/37 ein Allod von Bonifacius der Reiche, Schöffe zu Trier, um 1241 ein Haus mit Grundstück von einem Sigewin und seinen Miterben, und 1244 ein Grundstück „in der Nähe der Linde“ von Heinrich, genannt Umbscheid, ein Höriger des Reiner der Jüngere von der Brücke zu Trier.

##### 12. Jh. – Abtei St. Martin
Die Abtei St. Martin zu Trier verfügte wenigstens seit dem 12. Jh. über Weinbergsbesitz, sowohl in Kesten als auch in einigen Nachbargemeinden. Es ist überliefert, dass etwa um 1225 oder 1233 Erzbischof Theoderich II. der Abtei St. Martin ein Gebäude auf dem Kirchhof von Kesten übertrug mit der Auflage an dem dortigen Pfarrer H. einen Jahreszins von 6 Denaren zu zahlen. Für die Jahre 1331, 1363 und 1393 wurden Weinberge der Abtei bei Kesten erwähnt, die auch verpachtet wurden. 1363 und 1393 kaufte die Abtei weitere Weingärten in Kesten. Diese Weinberge wurden verpachtet. Der Zins aus diesen Weinbergen betrug 1 Ame, 8 Sester und 10 Sester (1 Sester ca. 19 Liter), und im ersten Fall ist die Beherbergung und Bewirtung des Küsters durch die Pächter noch besonders als Verpflichtung bezeichnet.

##### 13. Jh. – Die Ritter von Hunolstein
Die Ritter von Hunolstein waren vom 13. bis zum 15. Jh. Lehnsmänner in Kesten.
Es begann damit, dass Mitte 1268 Heinrich VI. (* 1240; † 5. Juni 1288), Graf von Luxemburg als Lehnsherr dem Nicolaus II., Vogt von Hunolstein (* um 1235; † um 1308) als Entschädigung für die Verluste in der Schlacht bei Prény (14.09.1266), Lehen im Wert von 110 Pfund Pfennigen gibt, darunter eines „... apud Kestende prope Monzelle, …“ (... bei Kesten, nahe an Monzel ...).
Im Februar 1270 verkauften Cunegund, die Schwester des Grafen Hugo von Lucelenstein und Witwe des Bruneko von Vinstringens (Fénétrange) und ihre Söhne Cono und Hugo dem Ritter Nicolaus Vogt von Hunolstein und seiner Gemahlin Beatrix ihre Güter und Rechte zu Kesten und der Nachbargemeinde Filzen für 70 Trierische Pfund.
1294 und 1296 spendeten Nicolaus der Aeltere Vogt zu Hunolstein und seine Gemahlin Beatrix aus ihren Erträgen in Kesten Wein und andere Güter an verschiedene Klöster zur Haltung von Jahrestagen. Als 1487 die männliche Linie der von Hunolstein ausstarb fiel das Lehen an Erzbischof Johann von Trier zurück.

##### 15. Jh. – Cusanus-Stift
Das Cusanus-Stift, das seinen Sitz in Kues bei Bernkastel hatte, erwarb erstmals in den Jahren 1465 und 1466 einige Güter in Kesten. 1494/95 erscheint ein Hof zu Kesten. 1511 kaufte das Stift den Abtshof zu Kesten mit Zubehör, von Friedrich Schwan, Kellner zu Bernkastel, für 100 Gldgld. Die zugehörigen Weinberge waren um das Drittteil verpachtet. Vom Ende des 18. Jh. ist überliefert, dass der Weinzins aus Kesten ½ Fuder betrug.

##### Weitere Eigentümer
Andere mittelalterliche Eigentümer von Gütern und Zehnten, oder Lehnsmänner zu Kesten waren, ohne dass die folgende Liste vollständig wäre:
| Klerus                                                                                           | Adel                                                                              | Adel                                                                                                 |
| ------------------------------------------------------------------------------------------------ | --------------------------------------------------------------------------------- | --- |
| Kloster Irminen-Oeren, bei Trier. (10. Jh., 11./12. Jhr., 1254)                                  | Bollmar II Graf von Blieskastel, Vogt von Bernkastel (12./13. Jh.)                | Herren von Esch (an der Salm). (1347, Lehen; 1468, Anteil an Weingut)                                |
| Abtei Wadgassen. (1182, Weinberge und Grundstück)                                                | Edelherr Meffried der Aeltere von Neumagen (1230, 1238)                           | Else von Wysskirchen, Wittwe des Bertram zu Gudenberg. (1384)                                        |
| Abtei St. Maximin, Trier. (Anfang 13. Jh.)                                                       | Ritter Reiner von der Brücke, Vogt zu Kesten. (1241)                              | Ritter Nikolaus Walt von Kyllburg-Weiler und dessen Ehefrau Iliane (1400)                            |
| Abtei St. Thomas an der Kyll (1230, 1252)                                                        | Ritter Rudolph von der Brücke zu Trier. (1252)                                    | Wilhelm von Urley, Herr zu Linster. (1414)                                                           |
| St. Marien-Stift in Kyllburg (1400)                                                              | Ritter Johann von Liessem. (1288)                                                 | Johann von Killburg. (1503, Mannlehen. Haus, Hof, Garten, Weinberge, 24 Morgen Ackerland, Wiesen, …) |
| St. Marien-Stift, Trier-Pfalzel. (1437, Hofgut mit Hofgeding. Um 1730 ca. 1000 Stock Weinberge.) | Graf Adolf von Berg. (1288)                                                       | Herren von der Hasenmule.                                                                            |
| Abtei St. Eucharius/St. Matthias (1549 Weinzinsen, 1598, Hofgut mit Hofgeding)                   | Ritter Johann v. Brandenburg, Herr zu Falkenstein, und seine Frau Heilwig. (1330) | Herren von Felzberg.                                                                                 |
| Kloster Machern, Zeltingen.                                                                      | Ritter Johann von Boppard. (1331)                                                 | Herren von Lichtenberg.                                                                              |
|                                                                                                  | Johann von Falkenstein und Hermann von Brandenburg. (1333)                        | Herren von Schwarzenberg.                                                                            |

#### 1125 – Pfarrei
Die Kestener Kirche wurde 1125 erstmals erwähnt, als der Trierer Erzbischof Godfried die Überlassung eines Weinbergs durch „... Bouo siquidem de chestene ... eidem ecclesie“, also eines gewissen Bovo, weil aus Kesten ... an die Kirche daselbst beurkundete. Im Gegenzug erhielt Bovo ein kleines vererbliches Hofgut aus dessen Erträgen er dem Pfarrer 12 Pfennige zu entrichten hatte. Die sieben Zeugen, die diese Urkunde unterzeichnet haben stammen möglicherweise alle aus Kesten. Wenig später 1151 und 1157 wird nochmals ein Kestener Pfarrer erwähnt. Der erhielt zu dieser Zeit jährlich Wein im Wert von 12 Pfennigen aus den Erträgen der Kestener Weinberge der Abtei Himmerod.
Obwohl die auf einer gefälschten Urkunde beruhende Annahme, das Patronat sei 936 an das Stift St. Paulin übertragen worden, nicht haltbar ist, erscheint es zumindest plausibel dass das Stift einst darüber verfügte. Der Ritter Friedrich von der Brücke (Himmeroder Vogt von Kesten), der 1238 das Patronat dem damals neu gegründeten Kloster Machern übertrug, hat es seinerseits vermutlich doch vom Paulinstift erhalten. Dem Kloster Machern, das seitdem das Patronat innehatte und die Pfarrstelle besetzte, wurde das Pfarrpatronat 1247 durch den apostolischen Legat Peter bestätigt.

### Frühe Neuzeit
Auch in der Neuzeit blieb Kesten durch die Grundherrschaft des Klerus und den Bischof als herrschender Kurfürst geprägt. Der Weinbau war für Klerus und Adel weiterhin eine lukrative Einnahmequelle. Bistumsweit gehörten etwa 26 % aller Weinberge der Kirche und 11 % dem Adel. Das Bistum überstand Reformation, Kriege, Seuchen und Hungersnöte, denen auch Kesten ausgesetzt war bis im frühen 19. Jahrhundert der kirchliche Grundbesitz durch Napoleon enteignet wurde.

#### 16. Jahrhundert
Die Wirren der Reformationszeit scheinen in Kesten nur wenig Auswirkung gehabt zu haben. Und anders als etwa im nahen Veldenz, wo die bischöfliche Jurisdiktion 1555 beendet wurde, blieb der Ort katholisch, erst recht nachdem 1559 die Reformationsbewegung in Trier niedergeschlagen worden war. Im sogenannten Trierer Feuerbuch von 1563, der ältesten erhaltenen Sammlung von Berichten über die kurtrierischen Ämter, wird Kesten als ein Moseldorf im Amt Wittlich aufgelistet, das zusammen mit Minheim eine Gemeinde bildete, mit insgesamt 94 Feuerstellen.
Der Kestener Pfarrer Friedrich Remigii berichtete 1567 dem Erzbischof, dass ihm seit acht Jahren die ihm zustehenden Einkünfte aus der Gemeinde Veldenz vorenthalten worden waren. Er listete auf „an Fruchtzehnten und Zinsen“ 23 Malter Korn (ca. 3,4 Tonnen), 10 Mlt. Hafer, 23 Fuder Heu, 12 Gulden und der Mietzins für ein Wohnhaus im Gesamtbetrag von 14 Gld., außerdem binnen 6 Jahren 8 Fuder Wein (7.680 Liter). Als Gegenmaßnahme sperrte der Erzbischof zwei Jahre später dem Dusemonder Pfarrer seine Bezüge aus Kesten, die in 6 Jahren 3 Fuder Wein und den dritten Teil des Ertrags eines Wingerts betrugen.
Für die im September 1569 durchgeführte bischöfliche Visitation in Kesten wurde zu Protokoll gegeben, dass die Kollatur der Pfarrstelle an der Kirche des Heiligen Georg zu Kesten der Äbtissin von Machern zustand. Das Kircheninventar bestand aus drei Altären, drei Kelchen und einer Monstranz. Die jährlichen Einkünfte des Pfarrers namens Nikolaus bestanden aus zwei Fuder Wein (ca. 1920 Liter) aus den Kirchenweinbergen, zwei Ohm Wein (ca. 320 Liter) von Kloster Machern, den Ernten aus vier Morgen Ackerland (ca. 1,2 Hektar), zwei Fuder Heu (ca. 2 Kubikmeter) aus einer Wiese und als Pfarrzusatzgehalt ein Drittel des Fruchtzehnten von den Pfarrkindern also den Mitgliedern der Pfarre.
Im 16. Jahrhundert wurde erstmals von einer Brücke in Kesten berichtet. Es handelte sich dabei wahrscheinlich um eine Gierseilfähre, auch Gierbrücke oder fliegende Brücke genannt. Diese Fähre wurde von den Gemeinden Kesten und Monzel gemeinsam unterhalten und genutzt. Die Gemeinde Monzel beteiligte sich an den Kosten, indem jedes Gemeindemitglied jährlich eine Garbe Getreide nach Kesten lieferte. Später gab die Gemeinde Monzel der Gemeinde Kesten noch zusätzlich „ein halben goltz“ (?) dazu.
| Jahr | Anzahl der Kommunikanten | Anzahl der Feuerstellen |
| ---- | ------------------------ | ----------------------- |
| 1609 | 175                      |                         |
| 1669 | 136                      |                         |
| 1684 | 110                      | 45                      |
| 1715 | 180                      |                         |
| 1773 | 370                      |                         |

#### 17. Jahrhundert
Zu Beginn des 17. Jahrhunderts, im Jahre 1609, wurden 175 Kommunikanten gezählt. Damit gehörte Kesten zu den kleineren Orten in diesem Bereich der Mosel. Zur selben Zeit hatten die Nachbarorte Lieser 260, Minheim 140, Wintrich 300 und Piesport 400 Kommunikanten. Nach wie vor dominierten Klerus und Adel das Grundeigentum, aber es kamen auch Bürgerliche dazu. Für 1651 wird berichtet, dass der Schöffe Peter Cremerius und der Schmied Andreas Koch, beide aus Trier, Eigentümer von Weinbergen in Kesten waren.
Aus dem 17. Jahrhundert ist bekannt wie das Paulinstift die Bewirtschaftung und Weinlese organisierte. Die vom Paulinsstift weiter entfernt liegenden Güter, wie die in Kesten, waren schon seit dem 13. Jahrhundert einzelnen Stiftsherren überlassen worden, die als Herbstherren, Pensionarius genannt, eine verbindliche Abgabe, Taxa genannt, an das Stift abliefern mussten. Das hatte sich mit der Zeit dahingehend gewandelt, dass sich ein Stiftherr im Alter eine der 12 Herbststationen (Stand 1774), zu denen Kesten gehörte, aussuchen durfte, die Einnahmen besorgte und dafür seine Kosten vergütet bekam. Die sachliche Notwendigkeit, dass bei der Einbringung der Ernte viele mithelfen mussten und für die Überwachung der Teilung der Trauben aus der Ertrags-Anteil-Pacht bedingte die Teilnahme von weiteren Stiftsangehörigen. Dazu wurden ein, zum Teil auch zwei Kanoniker abgeordnet. Da die Lese zudem mehrere, oft viele Tage in Anspruch nahm, war vor Ort für Unterkunft und Verpflegung der Stiftsangehörigen gesorgt. Im Übrigen scheint diese Lesezeit aber auch recht amüsant und erholsam gewesen zu sein. In diesen Wochen wurde der Gottes- und Chordienst vielfach vernachlässigt und teilweise ganz eingestellt, was auch der Bischof trotz entsprechender Anordnungen nicht zu unterbinden vermochte. In den Jahren 1655/56 erhielt das Stift 4 Fässer Wein als Einnahmen aus Kesten.

#### 18. Jahrhundert
Nachdem die Bevölkerung, von der nur die Kommunikanten gezählt wurden, zwischenzeitlich um bis zu 1/3 zurückgegangen war, stieg sie im 18. Jh. wieder an. Von einem Tiefststand von 110 im Jahr 1684 auf 180 im Jahr 1715 und 370 im Jahr 1773. Vielleicht deswegen wurde der Dorflehrer 1742 angehalten nicht nur wie üblich samstags, sondern auch dienstags Katechismusunterricht zu geben.
Als in den Jahren 1702–1720 die Klosterkirche im benachbarten Filzen gebaut wurde, lieferte der Kestener Steinbruch die Steine dazu.
Der Weinhandel im 18. Jahrhundert lief im Wesentlichen über Weinhändler die bei den Winzern die Ernten aufkauften, und das manchmal auch schon lange vor der Lese. Eine missbräuchliche Praxis der Weinhändler bestand darin, Most aus schlechteren Lagen in Orte mit besseren Lagen zu verschieben und dann als Wachstum des Lagerortes zu verkaufen. Auch Kesten war von diesen Betrügereien betroffen, was dem eigenen Absatz schadete und zu einem Preisverfall führte. Die Gemeinde versuchte diese Einlagerung von geringerwertigem Most zu unterbinden. Doch während andere betroffene Gemeinden sich vom Landesherrn Sonderprivilegien genehmigen ließen, um ein Verbot anordnen und durchsetzen zu können, gab sich Kesten 1715 selbstherrlich eine Beschlagnahmeordnung. Nachdem diese 1742 einmal zur Anwendung gekommen war, wurde sie auf Beschwerde des unredlichen Weinhändlers amtlich aufgehoben. Diese Zurückweisung von ganz oben führte dazu dass sich die Gemeinde nicht mehr traute doch noch die nötigen Privilegien vom Landesherrn zu beantragen und sich fortan ungehemmten Weinverschiebungen ausgesetzt sah. Erst 1781 wurde eine Beschwerde aus Kesten an den Kurfürsten gerichtet, die besagte, dass Kommissionäre und Unterhändler, zumeist aus Traben-Trarbach, Zeltingen und Dusemond, aber auch Wirte und selbst Weinhändler sich ihre Schutzlosigkeit zunutze gemacht hätten. Es lägen außer den von den Wirten eingeführten Weinen noch drei Keller voll, aus Leiwen, Köwerich, Clüsserath, und der Pastor von Osann allein habe 10 Fuder eingelagert.

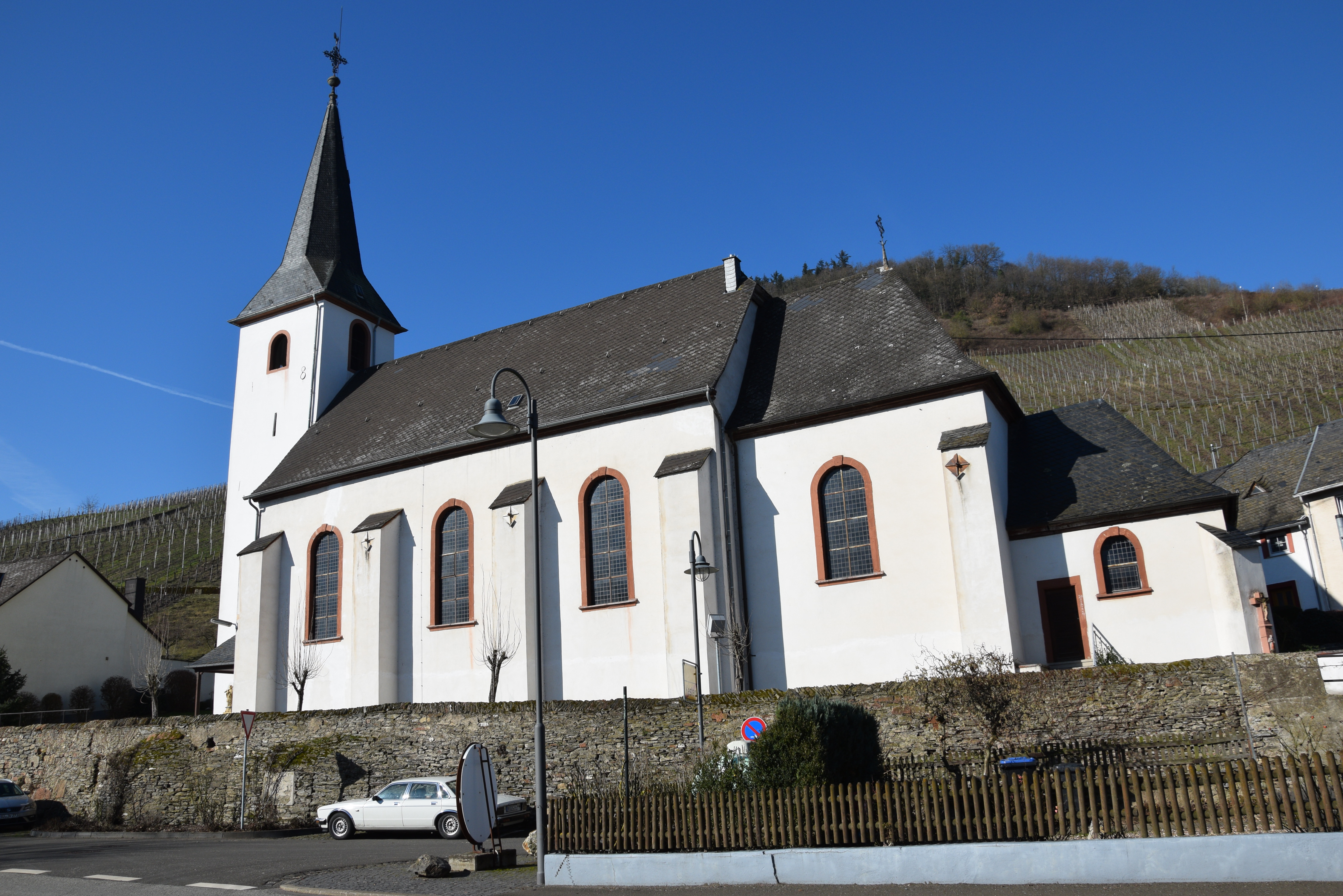
Die Kestener Pfarrkirche St. Georg:
Kirchenschiff und Chor von 1753. Verputzter Bruchsteinbau mit den Lichten Maßen: 26 m lang, 8,25 m breit und 4,10 m hoch bis zum Kämpfergesims. Westturm von 1813, mit quadratischem Grundriss ohne Gewölbe, mit hohem achtseitigen Turmhelm. Drei Glocken von 1879 wurden 1917 abgeliefert. Heutige Glocken von 1926.

Nach Aufzeichnungen von 1715 stand das Kirchengebäude oberhalb des Dorfes am Ufer der Mosel, also in etwa wie heute. Es hatte damals zwar ein schadhaftes Dach, sei aber ansonsten in einem guten baulichen Zustand gewesen. Doch schon zwei Jahrzehnte später wurde ein Neubau geplant. Am 22. August 1734 wurde der Augustinerbruder Josef Walter vom Kloster Machern mit dem Chorbau für eine neue Pfarrkirche beauftragt. Als um 1750 die Vorarbeiten für den Neubau begannen, beklagten sich die Kestener Bürger beim Trierer Erzbischof über die ihnen auferlegten Kosten. Sie baten darum, dass das Bauholz nicht im Gemeindewald geschlagen werden dürfe. Dieser sei zu klein, um davon auch das Kirchenschiff und den Chor zu errichten. Die Gemeinde sei ja bereits in der Pflicht den Turm, die Sakristei und den Kirchhof zu bauen. Außerdem müssten sie „Hand- und Fuhrfrondienste“ leisten, also beim Bau mitarbeiten und die Transporte übernehmen. Die Beschwerde war erfolgreich, dem Gesuch wurde am 19. Januar 1750 stattgegeben. Die neue Kirche wurde dann 1753 fertiggestellt und 1757 geweiht. In der Dekanatsvisitation von 1773 wurde sie als eine „nette Kirche“ mit drei Altären und einer silbernen Monstranz beschrieben. Den neuen Turm konnten die Kestener aber erst 1813 anbauen.
Während der Hungerkrise von 1770/72, unter der ganz Europa litt, half die Gemeindeverwaltung ihre Bevölkerung zu versorgen. 1771 wurden für 751 Thlr. und 52 ½ Albus Getreide eingekauft.
Mindestens seit dem letzten Viertel des 18. Jahrhunderts gab es eine Schule zu Kesten. Von allen 77 Schulen im Dekanat Piesport war die Kestener für den Lehrer die einträglichste. Sein Gesamteinkommen, ohne Berücksichtigung von Zulagen, betrug 83 Rthr. Am 17. März 1780 errichteten Johann Matthias Adams und Gertrud Steffens zu Kesten eine Stiftung mit einem Kapital von 50 Thalern, deren Zinsen zum Unterricht armer Kinder verwendet werden sollten. Gegen Mitte des 19. Jahrhunderts hatte diese Stiftung eine jährliche Einnahme von 17 Maaß Weinzins, 11 Albus Geldzins, 1 ½ Brod an Brodzinz und 2 Sester Kornzins.
Auf Anordnung von Clemens Wenzeslaus, dem letzten Kurfürsten und Erzbischof von Trier, wurden in den Jahren von 1784 bis 1790 ausführliche Beschreibungen der Ämter des Erzstifts angefertigt. Der knappe Bericht über Kesten aus dem Kurtrierischen Amt Wittlich beschränkte sich auf das was die Obrigkeit an dem Dorf interessierte. Dabei wird Kesten als ein wohlhabender Weinbauort mit ziemlich trink- und zankfreudigen, ansonsten aber fleißigen und meist gehorsamen Untertanen beschrieben:

„Kesten, ein Ort und Gemeind von 76 Bürger, 10 Beisitzer, 2 Judenhausstätt [Anm. Mit insgesamt wohl 536 Einwohnern] und 83 Häuser, lieget diesseits an der Mosel, hat ein eigenes doch nicht sehr beträchtliches Zwergfahr [Anm. Fähre (Kurzfahrer)] und gränzet an die Dusemonder, Monzeler, Wintricher und Minheimer Hoheit. Der Umfang der Gemarkung wird 1½ Stund [Anm. ~7 km; wohl 379 ha (1787)] betragend sein. In dasigen Bergen wächst ein mittelmäßig guter Wein. Das Flohrland [Anm. Ackerland] ist rar, desgleichen Wiesen. Der Weinbau ist die Hauptnahrungsquelle für den dasigen Bürger; doch treiben einige Wirtschaft [Anm. Handel], und die Zusprache ist wegen der Anfahrt und Ausladung deren Schiffen noch ziemlich beträchtlich. Mehrere verlegen sich auch auf das Fuhrwesen und Schiffziehen. Die Einwohner sind überhaupt nahrhaft, aber auch viele seit einigen Jahren dem Saufen, Tollen und Prozeßen sehr ergeben, und ohngeachtet vorgegangenen exemplarische Bestrafungen noch sehr schwärmerich. In dasiger Gemarkung 1¼ Stund vom Ort fließet ein Sauerwasser, und in nemlicher Gegend wurde vorhin Kupfererz gegraben; das Werk zerfiele aber wiederum, weilen die Ausbeut die Kösten nicht ertrug. Andererseits der Mosel in dem churfürstlichen Hohewald [Anm. Haardtwald] hat die Gemeind mit Minheim das Fallholz, dann mit Filzen, Wintrich und Minheim die Reiser, welche nicht in die Klosster kommen. Dahingegen gibt sie jährlich 20 Sester Most [Anm. ca. 380 Liter] des Erntes an die Kellerei Witlich, auch noch besonders 4 Ohm Beet [Anm. ca. 640 Liter], welche Zinß und Beet von jedem Bürger zu gleichen Theilen gehoben wird, und muß bei Kameral-Gebäuden [Anm. Gebäude des regierenden Landesherren] auch die Hand Frohndiensten bewirken helfen. Der Ort Kesten hat kein besonderes Gericht, sondern nur 3 Scheffen, und diese gehören zum Gericht Wintrich; haben gleichwohlen für sich die nemliche Obliegenheiten und Jurisdiction im Ort wie ein gewöhnliches ganzes Gericht. ...
... Die Amts-Eingehörige sind größtentheils friedlich und gut karakterisieret, gegen ihre Vorgesetzte gehorsam und biegsam. Die Moseler gleichwohlen mehr üppiger in Speisen und Kleidung, auch dem Trunk und Streiten ungleich stärker ergeben, als die ländliche Bauren, welche sich schon mit schlechter, rauher Kost und Kleidung begnügen und all ihr Denken auf die Arbeit beschränken.“

### „Franzosenzeit“ 1794–1814

#### Besetzung
Im Zuge des Ersten Koalitionskrieges zwischen dem revolutionären Frankreich und seinen deutschen Gegnern drangen französische Truppen an der Mosel vor. Nachdem am 9. August 1794 Trier besetzt worden war und am 14. August 1794 die sich von dort zurückziehenden österreichischen Truppen Wittlich kampflos den sie verfolgenden französischen Truppen überließen und nach Kaisersesch weiterzogen, wurde auch Kesten besetzt. Aus den Dörfern des niedergerungenen Kurtrier wurde anfänglich von Plünderungen oder Diebstählen der Soldaten, von Requirierungen und später von Aushebungen berichtet, was wahrscheinlich alles auch in Kesten vorgekommen ist. So mussten die Kestener von 1794 bis 1797 Kriegskontributionen entrichten. Allein für den Zeitraum von Oktober bis Dezember 1794 waren es 4000 Thaler. Und noch 1796 gab es militärische Requisitionen in Kesten.

#### Annexion und Säkularisierung
Der französische Staat annektierte die besetzten Territorien und wälzte die seit Jahrhunderten bestehenden politischen und wirtschaftlichen Verhältnisse vollständig um. Im Dezember 1797 wurden alle Zehnten und andere Feudallasten aufgehoben. 1798 erfolgte die verwaltungsmäßige Eingliederung von Kesten in den Kanton Bernkastel, des Arrondissement von Trier im Saar-Departement und Anfang 1801 wurde die Annexion an Frankreich auch rechtlich vollzogen. 1802 wurden alle geistlichen Körperschaften aufgehoben und deren Vermögen eingezogen. In Kesten wurde das vormals klerikale Grundeigentum ab 1803 nach und nach verkauft.
Im Inventar des St. Marien-Stift Pfalzel von 1802 war ein Haus mit vier Keltern und einem Garten im Wert von 129 Frs. verzeichnet.

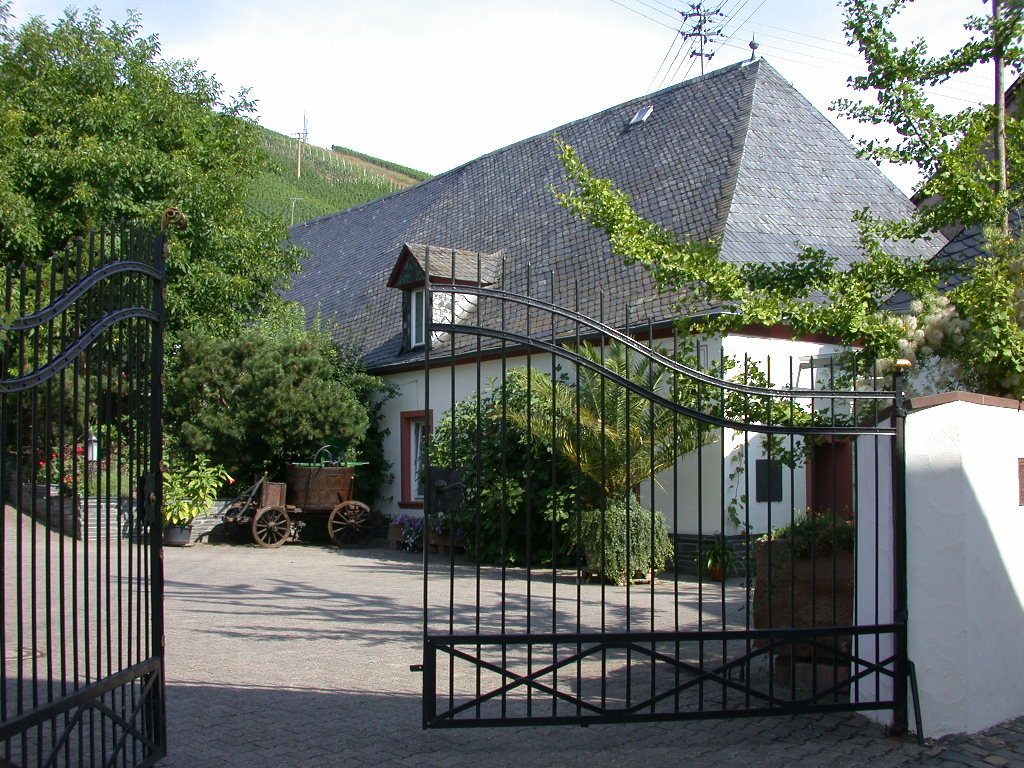
Der Paulinshof geht zurück auf ein ehemaliges Hofgut des Stifts Sankt Paulin zu Trier. Hofanlage mit Wohnhaus, Wirtschaftsgebäude, Einfriedungsmauer; Oberlichteingang, bez. 1716.

Dem Paulinstift, das mindestens seit dem 11. Jahrhundert Grundeigentümer in Kesten war, besaß nach dem 1802 vom Kanonikus Jacob Pierson (†1810) aufgestellten Güterverzeichnis ein Haus mit Kelter mit einem Jahresertrag von 30 Trier’sche Thaler, 2,72 ha Weinberge mit 24.618 Rebstöcken mit einem Jahresertrag von 595 Tr. Thlr., sowie 4,55 ha Ackerland und 0,84 ha Wiesen, die zusammen einen Ertrag von 60 Tr. Thlr. erbrachten. In den Jahren 1779 bis 1789 hatte das Paulinstift aus seinen Gütern in Kesten durchschnittlich 11,3 Fuder Wein pro Jahr erhalten und in 1781 als dem fruchtbarsten Jahr in der Spitze sogar 27 Fuder.
Am 29. November 1803, das war nach der neu eingeführten Zeitrechnung der 7. Frimaire XII., wurde ein bedeutendes Gut des Stifts St. Paulin für 16.100 Frs. (4293 preuß. Thlr.) versteigert. Am selben Tag wurde ein weiteres Hofgut des Stifts St. Paulin angeboten, bestehend aus 1 Haus und Hof mit Bering, 1 Scheune, 1 Stall, 1 Kelterhaus und 1,49 ha Weinberge mit 16.601 Rebstöcken. Zum aufgerufenen Preis von 12.000 Frs. fand sich kein Käufer. Es war zu der Zeit an Wilhelm Weinant für 1.040 Frs. verpachtet.
Am 1. Thermidor XII. (20. Juli 1804) folgte ein kleineres Gut des Paulinstiftes mit 5 Äckern, zusammen 0,5 ha, 3 Wiesen, zusammen 0,23 ha und einem Baumgarten von 0,04 ha, das für 1.725 Frs. (460 preuß. Thlr.) an Matthias Josef Schömann und Johann Weissebach, beide Kaufleute aus Trier, ging. Es war zu der Zeit für 70 Frs. an Nikolaus Mayrer verpachtet.
Am 25. Prairial XII. (14. Juni 1805) wurde ein ehemaliges Gut des Klosters Machern in Monzel, von dem einige Grundstücke auf den Bännen von Osann und Kesten lagen, für 6.900 Frs (1.813 preuß. Thlr.) versteigert.

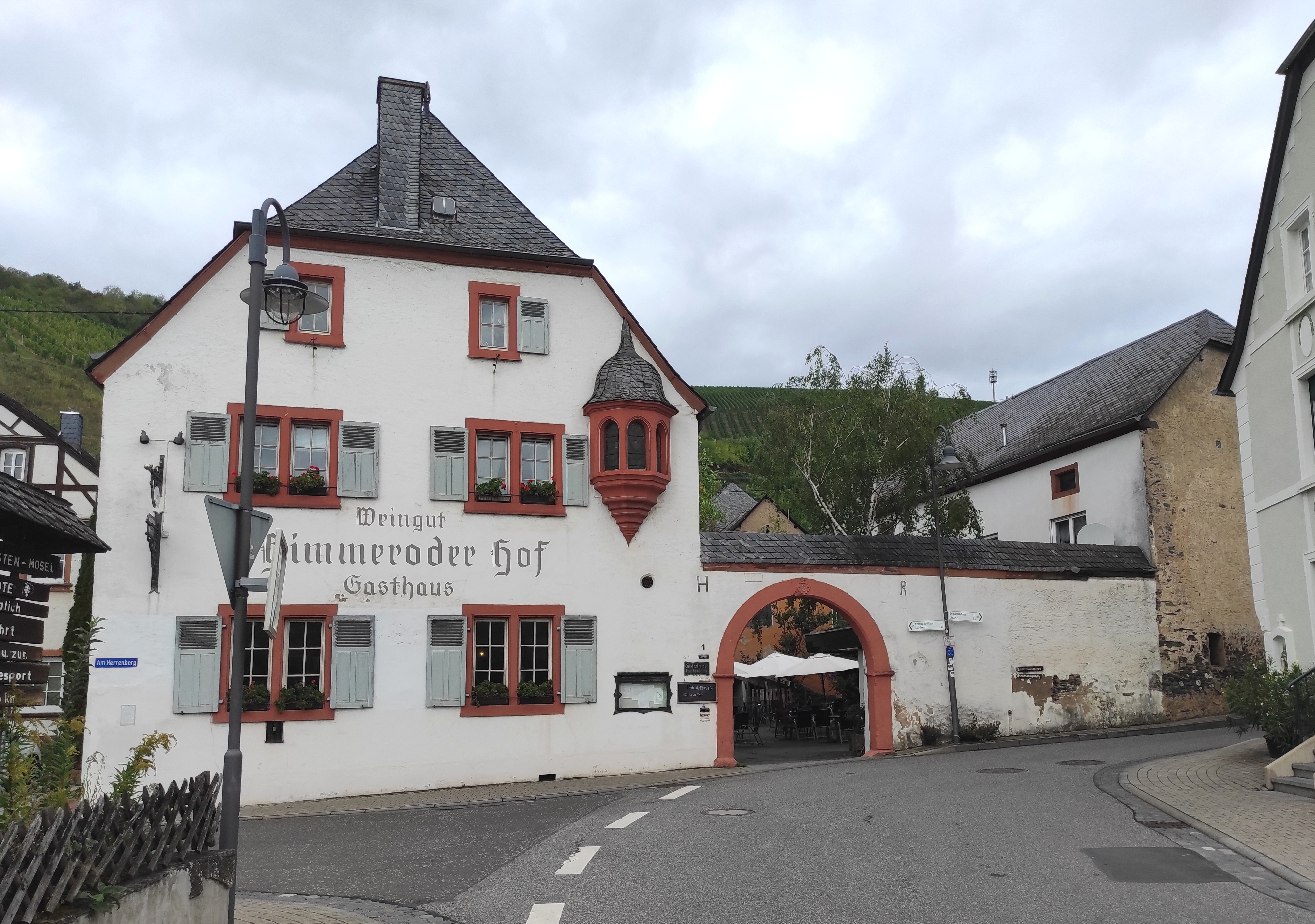
Der Himmeroder Hof geht zurück auf eine ehemalige Grangie (Hofgut) der Abtei Himmerod. Haus bezeichnet mit 1820 und den Initialen JJE; Keller bezeichnet mit 1716 und Himmeroder Wappen.

Vom Kloster Himmerod wurde am 1. Thermidor XIII. (20. Juli 1805) ein großer Hof mit dazugehöriger Mühle, wahrscheinlich handelt es sich dabei um die Dreismühle, für 17.400 Frs (4.640 preuß. Thlr.) versteigert. Der Hof wurde später, 1830 an die Familie Licht weiterverkauft in deren Eigentum er noch heute steht.
Am 13. August 1805 wurden 8 Weinberge mit insgesamt 2.084 Rebstöcken auf 0,19 ha, die dem Franziskanerinnenkloster in Filzen gehört hatten, für 3.025 Frs. an Josef Schimper aus Monzel verkauft. Die Weinberge waren zu der Zeit für 120 Frs. an Adam Gassen verpachtet.

#### Weinbesteuerung 1804
Die französische Verwaltung ordnete auch Weinanbau, -handel und -besteuerung neu. 1804 erging eine Verfügung die die Weine an Mosel und Saar in zehn Qualitätsklassen einteilte und die Preise für den Rückkauf von Rentweinen (als Natural-Rente entrichteter Wein) festgelegte. Der Kestener Wein wurde in der 3. Klasse mit einem Preis von 140 Frs. für einen Kiloliter eingestuft. In der 2. Klasse fand sich unter anderen der Piesporter Wein mit 150 Frs., und in der 1. Klasse, als einziger, der Brauneberger Wein mit 172 Frs. 1808 fand sich der Kestener Wein herabgestuft auf Rang 4 mit 110 Frs. pro 1000 Liter.

#### Napoleon in Kesten
In etwa gegen Ende der französischen Herrschaft kam der Kaiser persönlich durch Kesten. Er logierte im Haus Görres, angeblich auf seinem Rückzug aus Russland, und zeigte sich am anderen Morgen dem Volk. Die Erinnerungen von Heinrich Kyllburg, wie er es als kleiner Junge erlebt hat, lesen sich in der Dorfchronik wie folgt: 

„Französische Soldaten jagen in Brauneberg durch die Mosel und dann nach Kesten. Das Haus Willer [Anm. später Görres], damals Wirtschaft, wurde beschlagnahmt. Von Reitern begleitet, folgte eine Kutsche mit dem Kaiser der Franzosen. Ein Lauffeuer ging durch Kesten: Der allmächtige Napoleon in unserem Ort. Ich lief auch zur Wirtschaft und krabbelte zwischen den Beinen der Leute zur ersten Reihe. Die Tür geht auf, das Herz schlägt mir bis zum Hals. Dann erscheint der Kaiser. Diesen Augenblick werde ich nie vergessen. Ein Bernkasteler Barbier hat Napoleon die Haare geschnitten, ein Stückchen seiner Locke verschwand in seiner Tasche. Napoleon jagt ihn ohne Lohn zum Teufel. Am anderen Morgen geht die Flucht weiter. An der Napoleonseiche, nicht weit von Monzel, machte Napoleon nach dem Aufstieg Rast. Der Weg heißt heute noch Napoleonsweg, der parallel laufende Russenweg - die Napoleon bald verfolgten.“

Es ist nicht überliefert, wann diese anekdotische Episode genau stattfand. Der Zeitzeuge berichtete, dass Napoleon und seine Eskorte von Russen verfolgt worden seien, woraus geschlossen wurde, er sei nach dem Russlandfeldzug auf der Flucht gewesen. Das passt aber nicht zu den historischen Fakten. Napoleon war auf seiner eiligen Reise von Smarhon, in Russland, wo er am 5. Dezember 1812 seine geschlagene Armee verließ, nach Paris allein mit seinem persönlichen Adjutanten Cautlaincourt in einer Kutsche unterwegs. Am Morgen des 14. Dezember 1812 erreichte er Dresden und fuhr am 18. Dezember gegen Mitternacht in einer geräumigen Reisekutsche die ihm der sächsische König geliehen hatte, ebenfalls ohne Eskorte in den Hof der Tuilerien ein. Andere vermuten, dass das Ereignis im Frühjahr 1813 stattgefunden hat, oder im Oktober 1813 nach der Völkerschlacht bei Leipzig.
| Jahr der Zählung ( * Veröffentlichung) | Einwohner | Häuser ( * Feuerstellen) ( ** Wohngebäude) |
| -------------------------------------- | --------- | ------------------------------------------ |
| 1786                                   | 536       | 92                                         |
| 1787                                   | 344       |                                            |
| 1800                                   | 457       |                                            |
| 1830*                                  | 544       | 72*                                        |
| 1837*                                  | 927       | 150                                        |
| 1838*                                  | 550       |                                            |
| 1841*                                  | 581       | 102*                                       |
| 1846*                                  | 552       | 92                                         |
| 1847*                                  | 555       |                                            |
| 1850*                                  | 550       |                                            |
| 1852*                                  | 551       | 104**                                      |
| 1855*                                  | 555       |                                            |
| 1864*                                  | 575       |                                            |
| 1866*                                  | 550       |                                            |
| 1866*                                  | 575       |                                            |
| 1871                                   | 497       |                                            |
| 1871                                   | 540       |                                            |
| 1874*                                  | 575       |                                            |
| 1881*                                  | 471       |                                            |
| 1885                                   | 504       | 105**                                      |
| 1887*                                  | 490       |                                            |
| 1890                                   | 490       |                                            |
| 1897*                                  | 526       |                                            |
| 1898*                                  | 500       |                                            |
| 1905                                   | 506       |                                            |

### Preußen ab 1814
Napoleon wurde in der Völkerschlacht bei Leipzig vernichtend geschlagen, woraufhin preußische Truppen in der Nacht vom 31. Dezember 1813 auf den 1. Januar 1814 den Rhein überquerten. Nachdem der preußische Oberst Graf Henckel von Donnersmarck zunächst Simmern ohne nennenswerten Widerstand eingenommen hatte, besetzte er in der Nacht vom 5. auf den 6. Januar 1814 Trier. Die französische Verwaltung des gesamten Arrondissement Trier war vorsorglich nach Frankreich geflohen und damit stand dann auch Kesten unter preußischer Kontrolle.
Frankreich musste seine vier deutschen Departements wieder abtreten und die daraus unter anderen gebildete Rheinprovinz wurde dem Königreich Preußen angegliedert, in dem damals Friedrich Wilhelm III. regierte. 1816 wurden die Landkreise neu gebildet. Kesten, das seit dem Mittelalter zum Amt Wittlich gehört hatte, wurde in den Landkreis Bernkastel eingegliedert, einem der zwölf Landkreise des neu gebildeten Regierungsbezirks Trier. Zusammen mit Kues, Lieser, Maring, Noviand und Wehlen bildete es die Bürgermeisterei Lieser.
In Kesten wurde auch Rotwein angebaut, den gab es an der Mosel sonst nur noch im nahen Piesport und in Kobern an der Untermosel. Doch während die Kestener Weine im 17. Jahrhundert unter kurfürstlicher Verwaltung noch als mittelmäßig angesehen worden waren und zu Beginn des 18. Jahrhunderts unter französischer Verwaltung zur Versteuerung im besseren Viertel der Moselweine eingeordnet worden waren, wurden sie unter preußischer Verwaltung bis zur Mitte des 19. Jahrhunderts in die 3. Klasse von drei und darin als der schlechteste seiner Klasse beurteilt.

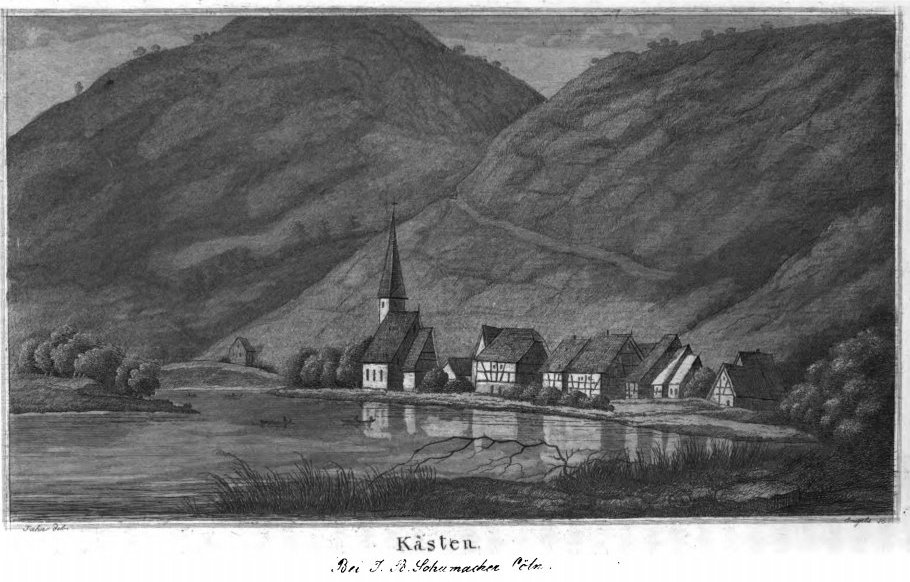
„Kästen“ im ersten Baedeker-Reiseführer von 1835, die wahrscheinlich älteste bildliche Darstellung von Kesten mit einer an die Aussprache angepassten Schreibweise des Ortsnamens. (Stahlstich, Gravur von Engels nach einer Zeichnung von A. Jahn.)

Mosel und Rhein wurden vom aufkommenden Tourismus entdeckt und in der neuen Reiseliteratur wurden die Moselorte akribisch aufgelistet und beschrieben. Die erste Beschreibung von Kesten entstand etwa zwei Jahrzehnte nach dem Ende der französischen Herrschaft:

„Das Dorf Kesten auf dem linken Gestade kann fast für ein Städtchen gelten; die Häuser sind zweistöckig, oft mit Mansardendächern versehen, und mit alten, baumähnlichen Weinstöcken bekleidet, die Schieferdächer vom schönsten Dunkelblau, wodurch sich der Moselschiefer besonders auszeichnet, bilden eine reizende Harmonie mit der Farbe des Flusses und der Weinberge. Gegenüber erscheint Filzen auf dem rechten Ufer, vormals ein Nonnenkloster. Wie still und warm liegen diese Dörfer am Fuße der hohen Berge! Wo die letzten Häuser stehen, da beginnt ein kleines Gewälde von Wallnußbäumen, das sich fortzieht, bis da, wo kaum mehr zu einem schmalen Fußwege Platz am Ufer ist.“

## Politik

### Gemeinderat
Der Ortsgemeinderat in Kesten besteht aus acht Ratsmitgliedern, die bei der Kommunalwahl am 9. Juni 2024 in einer Mehrheitswahl gewählt wurden, und dem ehrenamtlichen Ortsbürgermeister als Vorsitzendem.

### Ortsbürgermeister
Sven-Christian Finke-Bieger wurde am 4. Juli 2024 Ortsbürgermeister von Kesten. Bei der Direktwahl am 9. Juni 2024 war er als einziger Bewerber mit einem Stimmenanteil von 88,3 % für fünf Jahre gewählt worden.
Sein Vorgänger Michael Beer hatte das Amt 2009 übernommen. Zuletzt bei der Direktwahl am 26. Mai 2019 war er mit einem Stimmenanteil von 90,70 % für weitere fünf Jahre in seinem Amt bestätigt worden. Bei der Wahl 2024 trat er nicht erneut an. Beers Vorgänger Valentin Zimmer hatte das Amt von 1991 bis 2009 ausgeübt.

### Wappen
| Wappen von Kesten | Blasonierung: „In Silber ein durchgehendes rotes Balkenkreuz, belegt mit einem Schildchen, darin in Schwarz eine goldene Weinrebe mit grünem Weinreis und Weinblatt.“ |
| Wappen von Kesten | Ältere Wappendarstellungen zeigen die Rebe ohne Blatt. |

## Regelmäßige Veranstaltungen
Regelmäßig finden Heimat- und Weinfeste statt. Am zweiten Wochenende im August findet das große Wein- und Straßenfest statt, bei dem auch die örtliche Weinkönigin gekrönt wird. 2016 wurde mit Sven Finke in der Figur des Bacchus Castanidi erstmals ein Mann zur Weinkönigin gekrönt.
Der Musikverein Kesten veranstaltet außerdem jedes Jahr im Frühjahr zu St. Georg abwechselnd mit dem Pfarrgemeinderat die Kirmes, bei der früher die Weinkönigin gekrönt wurde.

## In Kesten geboren
- Herbert Franz Jacoby (* 1939), verurteilter Straftäter, der in den 1970er-, 1980er- und 1990er-Jahren bei 19 Raubzügen und Geiselnahmen gemeinsam mit Wilhelm Hudelmaier rund 20 Millionen D-Mark erbeutete.